# Nora di Kelmendi
Nora di Kelmendi (XVII secolo – XVII secolo) è una leggendaria donna albanese vissuta nel XVII secolo e divenuta ricordata per la sua bellezza e il suo valore.
Viene talvolta chiamata "Elena d'Albania", poiché a causa della sua bellezza scoppiò una grande guerra. Inoltre, è stata definita la "Brunilde albanese" perché considerata la più grande donna guerriera nella storia dell'Albania. È conosciuta anche come "Nora e Bukur", ovvero Nora la Bella.
Le fonti storiche restituiscono una versione e un'immagine meno folcloristica degli eventi, e piuttosto che sul ritratto di Nora o di altre figure eroiche locali, si concentrano sugli scontri tra gli ottomani e i Kelmendi; risulta, cionondimeno, che anche le donne presero parte ai combattimenti.

## Leggenda e Nora Gjini
Gli eventi accaddero intorno all'anno 1637, mentre altre fonti più antiche collocano il culmine dello scontro tra la tribù Kelmendi e gli ottomani durante il 1638 o il 1639.
Il padre di Nora, un nobile guerriero, desiderava un erede maschio che lo aiutasse a combattere contro l'Impero Ottomano. Quando Nora nacque, la abbandonò in un orfanotrofio. Sua sorella, avendo appreso la notizia, adottò Nora e la crebbe come un maschio: Nora è insieme a Shote Galica una delle eroine del popolo albanese che usavano indossare abiti maschili. Il padre di Nora, avendo il desiderio di addestrare qualche giovane a diventare un combattente, decise di addestrare proprio il figlio adottivo di sua sorella. Quindi, inconsapevolmente, iniziò ad addestrare sua figlia e le insegnò a diventare una combattente.
Crescendo, però, Nora si rivelò la ragazza più bella della Malësia. Si dice che fosse bella come una vera Zana (una fata di montagna, figura della mitologia albanese). La sua fama si diffuse presto in tutto il paese. Anche un pascià che risiedeva nel castello di Rozafa a Scutari sentì parlare di lei. Un giorno, Nora scese in città con i suoi genitori. Il pascià uscì dal castello e si innamorò di Nora appena la vide.
Essendo della vicina Bosnia, che seguiva tradizioni simili a quelle dell'Albania, il pascià voleva sposarla secondo le leggi del Canone albanese (in albanese: Kanun), il che significava mandare un uomo di fiducia a casa di Nora e chiedere la sua mano. Tuttavia, la famiglia di Nora rispose che il Canone albanese non permetteva matrimoni con non albanesi. Il pascià non era abituato a tale rifiuto: teneva infatti un harem di donne provenienti da lontano. Andò su tutte le furie, minacciando di bruciare l'intera regione se Nora non fosse diventata sua moglie; guidò il suo esercito fino in Albania e iniziò l'assedio della Malësia.
Nora aveva già dimostrato di essere una guerriera, ma ora doveva dimostrare di essere anche una donna saggia, per risparmiare la Malësia dalla distruzione. Così escogitò un piano per uccidere l'arrabbiato pascià bosniaco.
Ci sono due versioni della leggenda. In entrambe le versioni, Nora uccide il pascià in un duello. Il coraggio di Nora fu riconosciuto anche dagli Ottomani, i quali la giustiziarono come un uomo.

### Prima versione
Stando alla prima versione, Nora finse di voler sposare il pascià senza il permesso della sua famiglia. Vestita in abiti tradizionali, andò alla tenda del pascià. Vedendola, il pascià cadde in ginocchio e cominciò a pregare, credendo che fosse un dono del cielo. Il pascià ordinò alle sue truppe di riposare e di prepararsi a tornare a Scutari. I soldati posarono felicemente le armi e festeggiarono facendo ricorso all'hashish. Quando tutto era ormai tranquillo intorno alla tenda del pascià, Nora recuperò un pugnale da guerra che le aveva regalato suo padre, un pugnale che era stato passato nella sua famiglia per molte generazioni. Si credeva che il pugnale avesse poteri magici, perché nessuno di quelli che l'avevano portato era morto per le ferite inflitte dagli avversari, cosa molto insolita a quel tempo e in quella regione turbolenta.
Nora pugnalò il pascià, gli diede un calcio dietro la testa e lo soffocò in modo che non potesse urlare. Il pascià cadde sul suo tappeto persiano. A quel punto Nora non poteva più pugnalarlo perché, secondo le usanze albanesi, sarebbe stato disonorevole colpire un uomo non più in grado di reagire. Nora fuggì e, come previsto, l'esercito della Malësia attaccò gli ottomani, ottenendo una temporanea vittoria su di loro. Il pascià sopravvisse alle sue ferite, raccolse la sua unità speciale e seguì Nora nella sua casa. Lì Nora lo affrontò e uccise in duello.

### Seconda versione
Secondo questa versione alternativa della leggenda, invece, Nora non si recò mai alla tenda del pascià. Mentre gli eserciti combattevano, diversi ottomani si staccarono dal corpo principale dell'esercito per attaccare i villaggi. Nora guidò un esercito di 300 donne contro gli ottomani. In battaglia, Nora si trovò faccia a faccia con il pascià e lo uccise in duello.